# Joan Adolf I de Saxònia-Weissenfels
Joan Adolf I de Saxònia-Weissenfels (en alemany Johann Adolf I von Sachsen-Weißenfels) va néixer a Halle (Alemanya) el 2 de novembre de 1649 i va morir a Weißenfels el 24 de maig de 1697. Era un noble alemany de la Casa de Wettin, fill del duc August (1614-1680) i de la princesa Anna Maria de Mecklenburg-Schwerin (1627-1669).
Després de l'extinció de la línia masculina dels comtes de Barby i dels senyors de Rossenberg el 1659, el pare de Joan Adolf va continuar administrant aquests dominis, tot i no formar part del seu patrimoni, malgrat les protestes dels electors de Brandenburg i de Saxònia, que aspiraven al domini d'aquestes terres, de conformitat amb els termes de la Pau de Westfàlia.
El 1666, l'Elector de Saxònia, finalment va accedir a cedir Barby i Rossenberg al duc August fins a l'extinció de la línia de Weissenfels. Després de la mort del duc, Barby va ser heretat per Enric de Saxònia-Weissenfels, un dels germans petits de Joan Adolf, per la qual cosa aquest protestà i va recórrer davant l'elector de Brandenburg per obtenir la declaració de nul·litat del contracte de compravenda que havia afavorit el seu germà, plet que no es va resoldre fins al 1681. Amb tot, a causa dels deutes acumulats pel seu pare, Joan Adolf es va veure obligat el 1687 a vendre Magdeburg.
Després de la mort de l'elector de Saxònia, el seu fill Joan Jordi III de Saxònia es va negar a reconèixer els acords presos, cosa que fa suposar un conflicte amb Joan Adolf, que es va poder resoldre amb el Contracte de Torgau, 12 de maig de 1681 i amb dos contractes més signats a Dresden el 1682 i el 1688. Amb aquests pactes, Joan Adolf s'assegurava el seu domini sobre Querfurt i el seu lloc a l'Alt-Consell de Saxònia.
Després de la mort del seu pare, el 4 de juny de 1680 i de la pèrdua de l'arquebisbat de Magdeburg, Joan Adolf com a nou duc de Saxònia-Weissenfels va dedicar els seus primers esforços a acabar el palau de Neu-Augustusburg, iniciat pel seu pare el 1660. La consagració de la capella del palau va tenir lloc l'1 de novembre de 1682, però i l'obra no es completà fins al 1694. El palau incloïa una gran teatre on es van promoure nombroses representarions operístiques.
La ciutat de Weißenfels va viure una època de gran prosperitat fins al punt que es va convertir no només en un centre administratiu, sinó també econòmic. Joan Adolf, a més, era un mecenes de les arts, seguint el model del seu pare i d'altres membres de la seva família.

## Matrimoni i fills
El 25 d'octubre de 1671 es va casar a Altenburg amb Joana Magdalena de Saxònia Altenburg (1656-1686), filla del duc Frederic Guillem II de Saxònia Altenburg (1603-1669) i de Magdalena Sibil·la de Saxònia (1617-1668). El matrimoni va tenir onze fills:
- Magdalena Sibil·la (1673-1726), casada amb Joan Guillem de Saxònia-Eisenach (1666-1729).
- August Frederic (1674-1675).
- Joan Adolf, nascut i mort el 1676.
- Joan Jordi (1677-1712), casat amb Frederica Elisabet de Saxònia-Eisenach (1669-1730).
- Un fill nascut mort el 1678.
- Joana Guillemina (1680-1730).
- Frederic Guillem, nascut i mort el 1681.
- Cristià (1682-1736), casat amb Lluïsa Cristiana de Stolberg.
- Anna Maria (1683-1731), casada amb Erdmann II de Promnitz (1683-1745).
- Sofia (1684-1752), casada primer amb Jordi Guillem de Brandenburg-Bayreuth (1678-1726), i després amb Josep Albert, comte de Hoditz i de Wolframitz (1706-1778).
- Joan Adolf (1685-1746), casat primer amb Joana Antonieta de Saxònia-Eisenach (1698-1726), i després amb Frederica de Saxònia-Gotha-Altenburg (1715-1775).

Després de la mort de la seva dona, el 1686, Joan Adolf es casà de nou a Querfurt el 3 de febrer de 1692 amb Cristiana Guillemina de Bünau. D'aquest matrimoni de caràcter morganàtic, Joan Adolf no en va tenir més descendència